# TCR Italy Touring Car Championship 2019
La stagione 2019 del TCR Italy Touring Car Championship è la terza edizione del campionato organizzato dall'ACI. È iniziata il 7 aprile all'autodromo nazionale di Monza ed è terminata il 20 ottobre sullo stesso circuito. Salvatore Tavano, su CUPRA TCR, si è aggiudicato il suo secondo titolo piloti consecutivo, mentre Günter Benninger, anch'egli su CUPRA TCR, si è aggiudicato il titolo piloti amatori; Eric Scalvini, sempre su CUPRA TCR, si è aggiudicato il titolo piloti con vetture con cambio DSG, mentre Matteo Greco, anch'egli su CUPRA TCR, si è aggiudicato il titolo piloti under 25.

## Scuderie e piloti
| Scuderia                             | Vettura                  | #  | Pilota               | Gare   |
| ------------------------------------ | ------------------------ | -- | -------------------- | ------ |
| South Italy Racing Team              | Opel Astra TCR           | 2  | Andrea Argenti       | 1-2, 6 |
| PRS Motorsport                       | Alfa Romeo Giulietta TCR | 3  | Massimiliano Mugelli | 1-7    |
| Scuderia del Girasole - CUPRA Racing | CUPRA TCR                | 4  | Salvatore Tavano     | 1-7    |
| Scuderia del Girasole - CUPRA Racing | CUPRA TCR                | 7  | Sandro Pelatti       | 7      |
| Scuderia del Girasole - CUPRA Racing | CUPRA TCR                | 7  | Gabriele Volpato     | 7      |
| Scuderia del Girasole - CUPRA Racing | CUPRA TCR                | 19 | Eric Scalvini        | 1-7    |
| Scuderia del Girasole - CUPRA Racing | CUPRA TCR                | 34 | Matteo Greco         | 1-7    |
| Scuderia del Girasole - CUPRA Racing | Audi RS3 LMS TCR         | 21 | Nicola Guida         | 7      |
| Race Republic                        | Honda Civic TCR          | 5  | Stefano Comini       | 5      |
| Race Republic                        | Honda Civic TCR          | 5  | Luca Segù            | 5      |
| Race Republic                        | Honda Civic TCR          | 7  | Denis Grigoriev      | 4      |
| Race Republic                        | CUPRA TCR                | 47 | Lev Tolkačev         | 7      |
| MM Motorsport                        | Honda Civic TCR          | 8  | Lev Tolkačev         | 1      |
| MM Motorsport                        | Honda Civic TCR          | 9  | Davide Nardilli      | 1-4    |
| MM Motorsport                        | Honda Civic Type R TCR   | 10 | Kevin Giacon         | 4      |
| Elite Motorsport                     | Volkswagen Golf GTI TCR  | 8  | Ermanno Dionisio     | 7      |
| Elite Motorsport                     | Volkswagen Golf GTI TCR  | 18 | Michele Imberti      | 7      |
| Lein Racing                          | CUPRA TCR                | 11 | Nikola Miljković     | 7      |
| LTA Rally                            | Audi RS3 LMS TCR         | 14 | Klim Gavrilov        | 1      |
| VRC-Team                             | Audi RS3 LMS TCR         | 14 | Klim Gavrilov        | 4      |
| Stefanovski Racing Team              | CUPRA TCR                | 14 | Igor Stefanovski     | 2-3, 5 |
| N Motors                             | Opel Astra TCR           | 18 | Nello Nataloni       | 1-2    |
| Team Wimmer Werk Motorsport          | CUPRA TCR                | 24 | Felix Wimmer         | 1-5    |
| Team Wimmer Werk Motorsport          | CUPRA TCR                | 55 | Peter Gross          | 1-6    |
| Team Wimmer Werk Motorsport          | CUPRA TCR                | 56 | Günter Benninger     | 1-6    |
| Team Wimmer Werk Motorsport          | CUPRA TCR                | 99 | Christian Voithöfer  | 1-6    |
| BD Racing                            | CUPRA TCR                | 28 | Jody Vullo           | 7      |
| Pit Lane Competizioni                | Volkswagen Golf GTI TCR  | 39 | Claudio Formenti     | 6-7    |
| Pit Lane Competizioni                | Audi RS3 LMS TCR         | 69 | Enrico Bettera       | 1-7    |
| Pit Lane Competizioni                | CUPRA TCR                | 77 | Raffaele Lissignoli  | 5      |
| Proteam Racing                       | Volkswagen Golf GTI TCR  | 64 | Massimiliano Milli   | 2-4    |
| Proteam Racing                       | Volkswagen Golf GTI TCR  | 64 | Massimiliano Chini   | 2-3    |
| Proteam Racing                       | Volkswagen Golf GTI TCR  | 64 | Giovanni Altoè       | 4      |
| Target Competition                   | Hyundai i30 N TCR        | 67 | Marco Pellegrini     | 1-7    |
| BF Motorsport                        | Audi RS3 LMS TCR         | 71 | Jacopo Guidetti      | 1-7    |
| BF Motorsport                        | CUPRA TCR                | 72 | Matteo Bergonzini    | 1-6    |
| Trico WRT                            | Hyundai i30 N TCR        | 81 | Damiano Reduzzi      | 3-4, 7 |
| PMA Motorsport                       | Hyundai i30 N TCR        | 95 | Felice Jelmini       | 7      |

## Calendario
| Gara | Gara | Circuito                              | Data         |
| ---- | ---- | ------------------------------------- | ------------ |
| 1    | G1   | Autodromo nazionale di Monza          | 6 aprile     |
| 1    | G2   | Autodromo nazionale di Monza          | 7 aprile     |
| 2    | G3   | Misano World Circuit Marco Simoncelli | 18 maggio    |
| 2    | G4   | Misano World Circuit Marco Simoncelli | 19 maggio    |
| 3    | G5   | Autodromo Enzo e Dino Ferrari         | 22 giugno    |
| 3    | G6   | Autodromo Enzo e Dino Ferrari         | 23 giugno    |
| 4    | G7   | Autodromo internazionale del Mugello  | 20 luglio    |
| 4    | G8   | Autodromo internazionale del Mugello  | 21 luglio    |
| 5    | G9   | Autodromo Enzo e Dino Ferrari         | 31 agosto    |
| 5    | G10  | Autodromo Enzo e Dino Ferrari         | 1º settembre |
| 6    | G11  | Autodromo di Vallelunga               | 14 settembre |
| 6    | G12  | Autodromo di Vallelunga               | 15 settembre |
| 7    | G13  | Autodromo nazionale di Monza          | 20 ottobre   |
| 7    | G14  | Autodromo nazionale di Monza          | 20 ottobre   |

## Risultati e classifiche

### Gare
| Gara | Circuito   | Pole position    | Giro veloce      | Pilota vincitore     | Scuderia vincitrice                  |
| ---- | ---------- | ---------------- | ---------------- | -------------------- | ------------------------------------ |
| 1    | Monza      | Enrico Bettera   | Jacopo Guidetti  | Klim Gavrilov        | LTA Rally                            |
| 2    | Monza      |                  | Enrico Bettera   | Enrico Bettera       | Pit Lane Competizioni                |
| 3    | Misano     | Enrico Bettera   | Igor Stefanovski | Marco Pellegrini     | Target Competition                   |
| 4    | Misano     |                  | Eric Scalvini    | Matteo Greco         | Scuderia del Girasole - Cupra Racing |
| 5    | Imola      | Matteo Greco     | Enrico Bettera   | Salvatore Tavano     | Scuderia del Girasole - Cupra Racing |
| 6    | Imola      |                  | Marco Pellegrini | Salvatore Tavano     | Scuderia del Girasole - Cupra Racing |
| 7    | Mugello    | Enrico Bettera   | Enrico Bettera   | Marco Pellegrini     | Target Competition                   |
| 8    | Mugello    |                  | Marco Pellegrini | Felix Wimmer         | Team Wimmer Werk Motorsport          |
| 9    | Imola      | Enrico Bettera   | Matteo Greco     | Enrico Bettera       | Pit Lane Competizioni                |
| 10   | Imola      |                  | Jacopo Guidetti  | Salvatore Tavano     | Scuderia del Girasole - Cupra Racing |
| 11   | Vallelunga | Marco Pellegrini | Enrico Bettera   | Massimiliano Mugelli | PRS Motorsport                       |
| 12   | Vallelunga |                  | Marco Pellegrini | Salvatore Tavano     | Scuderia del Girasole - Cupra Racing |
| 13   | Monza      | Marco Pellegrini | Marco Pellegrini | Marco Pellegrini     | Target Competition                   |
| 14   | Monza      |                  | Jacopo Guidetti  | Matteo Greco         | Scuderia del Girasole - Cupra Racing |

### Classifiche

#### Classifica assoluta
| Pos. | Pilota               | MNZ | MNZ | MIS | MIS | IMO | IMO | MUG | MUG | IMO | IMO | VAL | VAL | MNZ | MNZ | Punti |
| ---- | -------------------- | --- | --- | --- | --- | --- | --- | --- | --- | --- | --- | --- | --- | --- | --- | ----- |
| 1    | Salvatore Tavano     | 2   | 2   | 13† | NC  | 1   | 1   | 2   | 3   | 2   | 1   | 5   | 1   | 10  | 14  | 160   |
| 2    | Matteo Greco         | 3   | Rit | 9   | 1   | 2   | 3   | 3   | 4   | 5   | 10  | 2   | 5   | 4   | 1   | 141   |
| 3    | Enrico Bettera       | Rit | 1   | 2   | 6   | 14† | 2   | 7   | 16† | 1   | 6   | 4   | 3   | 2   | 4   | 135   |
| 4    | Marco Pellegrini     | 9   | 4   | 1   | 5   | 3   | 5   | 1   | 2   | 11† | 8   | 11† | Rit | 1   | 8   | 127   |
| 5    | Eric Scalvini        | NP  | NP  | 3   | 2   | 4   | 14  | 6   | 5   | 6   | 5   | 6   | 2   | 7   | 3   | 96    |
| 6    | Jacopo Guidetti      | 4   | 3   | Rit | Rit | 5   | 9   | 4   | 12  | Rit | 3   | 3   | 4   | 3   | 2   | 86    |
| 7    | Felix Wimmer         | 5   | 11  | 6   | 4   | 9   | 15† | 5   | 1   | 4   | Rit |     |     |     |     | 57    |
| 8    | Massimiliano Mugelli | 13† | 10  | 14† | 3   | Rit | 6   | 9   | Rit | Rit | 4   | 1   | Rit | Rit | NP  | 49    |
| 9    | Matteo Bergonzini    | 7   | 5   | 5   | 10  | 6   | 7   | Rit | 8   | 7   | 9   |     |     |     |     | 38    |
| 10   | Igor Stefanovski     |     |     | 4   | Rit | 10  | 12  |     |     | 3   | 2   |     |     |     |     | 36    |
| 11   | Davide Nardilli      | 6   | 7   | 8   | 8   | 7   | 4   | Rit | Rit |     |     |     |     |     |     | 28    |
| 12   | Klim Gavrilov        | 1   | Rit |     |     |     |     | 13  | 14† |     |     |     |     |     |     | 21    |
| 13   | Peter Gross          | NP  | NP  | 7   | 9   | Rit | 8   | 14† | 10  | 10  | 13† | 8   | 6   |     |     | 18    |
| 14   | Andrea Argenti       | 8   | 6   | Rit | 7   |     |     |     |     |     |     | 7   | NP  |     |     | 16    |
| 15   | Damiano Reduzzi      |     |     |     |     | 8   | 11  | Rit | 7   |     |     |     |     | Rit | 5   | 14    |
| 16   | Günter Benninger     | 10  | 8   | 11  | 11  | 12  | Rit | 15† | 11  | 8   | 11  | 10  | 8   |     |     | 11    |
| 17   | Denis Grigoriev      |     |     |     |     |     |     | 8   | 6   |     |     |     |     |     |     | 8     |
| 18   | Claudio Formenti     |     |     |     |     |     |     |     |     |     |     | 9   | 7   | 9   | 11  | 8     |
| 19   | Felice Jelmini       |     |     |     |     |     |     |     |     |     |     |     |     | Rit | 6   | 5     |
| 20   | Jody Vullo           |     |     |     |     |     |     |     |     |     |     |     |     | 8   | 9   | 5     |
| 21   | Raffaele Lissignoli  |     |     |     |     |     |     |     |     | Rit | 7   |     |     |     |     | 4     |
| 22   | Nikola Miljković     |     |     |     |     |     |     |     |     |     |     |     |     | NP  | 7   | 4     |
| 23   | Massimiliano Milli   |     |     | 10  | 13† | 11  | 10  | 11  | 9   |     |     |     |     |     |     | 4     |
| 24   | Christian Voithöfer  | 12  | 9   | 12  | 12  | 13  | 13  | 12  | 13  | 9   | 12  | 12† | Rit |     |     | 2     |
| 25   | Giovanni Altoè       |     |     |     |     |     |     | 9   | 11  |     |     |     |     |     |     | 2     |
| 26   | Massimiliano Chini   |     |     | 10  | 13† | 11  | 10  |     |     |     |     |     |     |     |     | 2     |
| 27   | Lev Tolkačev         | 11  | 12  |     |     |     |     |     |     |     |     |     |     | 11  | 10  | 1     |
| 28   | Kevin Giacon         |     |     |     |     |     |     | 10  | 15† |     |     |     |     |     |     | 1     |
| 29   | Sandro Pelatti       |     |     |     |     |     |     |     |     |     |     |     |     | Rit | 12  | 0     |
| 30   | Nicola Guida         |     |     |     |     |     |     |     |     |     |     |     |     | NP  | 13  | 0     |
|      | Stefano Comini       |     |     |     |     |     |     |     |     | Rit | NP  |     |     |     |     | 0     |
|      | Luca Segù            |     |     |     |     |     |     |     |     | Rit | NP  |     |     |     |     | 0     |
|      | Nello Nataloni       | NP  | NP  | NP  | NP  |     |     |     |     |     |     |     |     |     |     | 0     |
| Pos. | Pilota               | MNZ | MNZ | MIS | MIS | IMO | IMO | MUG | MUG | IMO | IMO | VAL | VAL | MNZ | MNZ | Punti |

| Colore  | Risultato             |
| ------- | --------------------- |
| Oro     | Vincitore             |
| Argento | 2º posto              |
| Bronzo  | 3º posto              |
| Verde   | Finito a punti        |
| Blu     | Finito senza punti    |
| Viola   | Ritirato (Rit)        |
| Viola   | Non classificato (NC) |
| Rosso   | Non qualificato (NQ)  |
| Nero    | Squalificato (SQ)     |
| Bianco  | Non partito (NP)      |
| Bianco  | Non ha gareggiato     |
| Bianco  | Infortunato (INF)     |
| Bianco  | Escluso (ES)          |
| Bianco  | Gara cancellata (C)   |

#### Classifica piloti AM
| Pos. | Pilota              | MNZ | MNZ | MIS | MIS | IMO | IMO | MUG | MUG | IMO | IMO | VAL | VAL | MNZ | MNZ | Punti |
| ---- | ------------------- | --- | --- | --- | --- | --- | --- | --- | --- | --- | --- | --- | --- | --- | --- | ----- |
| 1    | Günter Benninger    | 10  | 8   | 11  | 11  | 12  | Rit | 15† | 11  | 8   | 11  | 10  | 8   |     |     | 187   |
| 2    | Peter Gross         | NP  | NP  | 7   | 9   | Rit | 8   | 14† | 10  | 10  | 13† | 8   | 6   |     |     | 159   |
| 3    | Christian Voithöfer | 12  | 9   | 12  | 12  | 13  | 13  | 12  | 13  | 9   | 12  | 12† | Rit |     |     | 158   |
| Pos. | Pilota              | MNZ | MNZ | MIS | MIS | IMO | IMO | MUG | MUG | IMO | IMO | VAL | VAL | MNZ | MNZ | Punti |

| Colore  | Risultato             |
| ------- | --------------------- |
| Oro     | Vincitore             |
| Argento | 2º posto              |
| Bronzo  | 3º posto              |
| Verde   | Finito a punti        |
| Blu     | Finito senza punti    |
| Viola   | Ritirato (Rit)        |
| Viola   | Non classificato (NC) |
| Rosso   | Non qualificato (NQ)  |
| Nero    | Squalificato (SQ)     |
| Bianco  | Non partito (NP)      |
| Bianco  | Non ha gareggiato     |
| Bianco  | Infortunato (INF)     |
| Bianco  | Escluso (ES)          |
| Bianco  | Gara cancellata (C)   |

#### Classifica piloti DSG
| Pos. | Pilota              | MNZ | MNZ | MIS | MIS | IMO | IMO | MUG | MUG | IMO | IMO | VAL | VAL | MNZ | MNZ | Punti |
| ---- | ------------------- | --- | --- | --- | --- | --- | --- | --- | --- | --- | --- | --- | --- | --- | --- | ----- |
| 1    | Eric Scalvini       | NP  | NP  | 3   | 2   | 4   | 14  | 6   | 5   | 6   | 5   | 6   | 2   | 7   | 3   | 227   |
| 2    | Matteo Bergonzini   | 7   | 5   | 5   | 10  | 6   | 7   | Rit | 8   | 7   | 9   |     |     |     |     | 147   |
| 3    | Günter Benninger    | 10  | 8   | 11  | 11  | 12  | Rit | 15† | 11  | 8   | 11  | 10  | 8   |     |     | 107   |
| 4    | Peter Gross         | NP  | NP  | 7   | 9   | Rit | 8   | 14† | 10  | 10  | 13† | 8   | 6   |     |     | 102   |
| 5    | Christian Voithöfer | 12  | 9   | 12  | 12  | 13  | 13  | 12  | 13  | 9   | 12  | 12† | Rit |     |     | 91    |
| 6    | Massimiliano Milli  |     |     | 10  | 13† | 11  | 10  | 11  | 9   |     |     |     |     |     |     | 64    |
| 7    | Claudio Formenti    |     |     |     |     |     |     |     |     |     |     | 9   | 7   | 9   | 11  | 47    |
| 8    | Massimiliano Chini  |     |     | 10  | 13† | 11  | 10  |     |     |     |     |     |     |     |     | 37    |
| 9    | Jody Vullo          |     |     |     |     |     |     |     |     |     |     |     |     | 8   | 9   | 30    |
| 10   | Nicola Guida        |     |     |     |     |     |     |     |     |     |     |     |     | NP  | 13  | 28    |
| 11   | Giovanni Altoè      |     |     |     |     |     |     | 9   | 11  |     |     |     |     |     |     | 27    |
| 12   | Sandro Pelatti      |     |     |     |     |     |     |     |     |     |     |     |     | Rit | 12  | 12    |
| Pos. | Pilota              | MNZ | MNZ | IMO | IMO | IMO | IMO | MUG | MUG | IMO | IMO | VAL | VAL | MNZ | MNZ | Punti |

| Colore  | Risultato             |
| ------- | --------------------- |
| Oro     | Vincitore             |
| Argento | 2º posto              |
| Bronzo  | 3º posto              |
| Verde   | Finito a punti        |
| Blu     | Finito senza punti    |
| Viola   | Ritirato (Rit)        |
| Viola   | Non classificato (NC) |
| Rosso   | Non qualificato (NQ)  |
| Nero    | Squalificato (SQ)     |
| Bianco  | Non partito (NP)      |
| Bianco  | Non ha gareggiato     |
| Bianco  | Infortunato (INF)     |
| Bianco  | Escluso (ES)          |
| Bianco  | Gara cancellata (C)   |

#### Classifica piloti under 25
| Pos. | Pilota          | MNZ | MNZ | MIS | MIS | IMO | IMO | MUG | MUG | IMO | IMO | VAL | VAL | MNZ | MNZ | Punti |
| ---- | --------------- | --- | --- | --- | --- | --- | --- | --- | --- | --- | --- | --- | --- | --- | --- | ----- |
| 1    | Matteo Greco    | 3   | Rit | 9   | 1   | 2   | 3   | 3   | 4   | 5   | 10  | 2   | 5   | 4   | 1   | 217   |
| 2    | Eric Scalvini   | NP  | NP  | 3   | 2   | 4   | 14  | 6   | 5   | 6   | 5   | 6   | 2   | 7   | 3   | 175   |
| 3    | Jacopo Guidetti | 4   | 3   | Rit | Rit | 5   | 9   | 4   | 12  | Rit | 3   | 3   | 4   | 3   | 2   | 171   |
| 4    | Klim Gavrilov   | 1   | Rit |     |     |     |     | 13  | 14† |     |     |     |     |     |     | 36    |
| Pos. | Pilota          | MNZ | MNZ | MIS | MIS | IMO | IMO | MUG | MUG | IMO | IMO | VAL | VAL | MNZ | MNZ | Punti |

| Colore  | Risultato             |
| ------- | --------------------- |
| Oro     | Vincitore             |
| Argento | 2º posto              |
| Bronzo  | 3º posto              |
| Verde   | Finito a punti        |
| Blu     | Finito senza punti    |
| Viola   | Ritirato (Rit)        |
| Viola   | Non classificato (NC) |
| Rosso   | Non qualificato (NQ)  |
| Nero    | Squalificato (SQ)     |
| Bianco  | Non partito (NP)      |
| Bianco  | Non ha gareggiato     |
| Bianco  | Infortunato (INF)     |
| Bianco  | Escluso (ES)          |
| Bianco  | Gara cancellata (C)   |

- Wikimedia Commons contiene immagini o altri file su TCR Italy Touring Car Championship 2019